# Frühere Lê-Dynastie
Die Frühere Lê-Dynastie (auch Frühe oder Ältere Lê-Dynastie, vietn. Nhà Tiền Lê oder Triều Tiền Lê, chữ Hán: 前黎朝) war die dritte vietnamesische Herrscherdynastie nach dem Ende der etwa tausendjährigen chinesischen Herrschaft. Sie regierte von 980 bis 1009, die Hauptstadt war Hoa Lư. Wie auch die vorausgegangenen Ngô- und Đinh-Dynastien war die Frühere Lê-Dynastie äußerst kurzlebig und brach bereits wenige Jahre nach dem Tod des Dynastiegründers Lê Hoàn zusammen; die Lý-Dynastie trat die Nachfolge an.
Der Zusatz „frühere“ (tiền) dient zur Unterscheidung von der deutlich länger amtierenden späteren Lê-Dynastie (1428–1788).

## Aufstieg und militärische Erfolge
Um das Jahr 968 erlangte Đinh Bộ Lĩnh die Macht im Land und begründete so die Đinh-Dynastie. Er verlegte die Hauptstadt nach Hoa Lư, gab seinem Reich den Namen Đại Cồ Việt und ernannte sich als erster Vietnamese zum Kaiser. Seine wichtigsten Gefolgsleute wurden Nguyễn Bặc, der als Kanzler die Staatsgeschäfte am Hofe organisierte, und Lê Hoàn, dem als Befehlshaber in der Ebene des Roten Flusses (Giao) der Großteil des Militärs unterstand. 
Im Jahr 979 wurden der Kaiser und zwei seiner drei Söhne ermordet. Neuer Kaiser wurde damit der verbliebene Sohn, der erst etwa fünfjährige Đinh Toàn, für den seine Mutter Dương Vân Nga die Regentschaft ausübte. Diese holte Lê Hoàn an ihre Seite, die beiden führten wohl auch eine Liebesbeziehung. Es kam nun zu einem Machtkampf zwischen Lê Hoàn, Dương Vân Nga und Phạm Cự Lạng auf der einen und Kanzler Nguyễn Bặc, Đinh Điền und Phạm Hạp auf der anderen Seite. Lê Hoàn konnte sich jedoch schnell durchsetzen und seine Feinde töten. Zur gleichen Zeit kehrte der vor Đinh Bộ Lĩnh einst ins Exil geflohene Thronprätendent Ngô Nhật Khánh mit einer Invasionsflotte aus Champa zurück, ertrank jedoch in einem Sturm.
Wenige später wurde allerdings bekannt, dass das chinesische Kaiserreich unter der neuen Song-Dynastie die Ereignisse zum Anlass genommen hatte, eine Invasionsarmee nach Vietnam zu entsenden. Die Song hatten Đinh Bộ Lĩnhs Herrschaft zuvor vorläufig anerkannt, da sie anderswo beschäftigt gewesen waren, nun schien für sie aber die Gelegenheit günstig, Vietnam mittels militärischer Macht wieder in die imperiale Verwaltung einzugliedern.
In Hoa Lư stürmte daraufhin der General Phạm Cự Lạng in den Palast und erklärte, dass die Truppen nicht bereit wären, für ein Kind in den Kampf zu ziehen und ihr Leben zu opfern. Die Kaisermutter Dương Vân Nga übergab daher die kaiserlichen Insignien an Lê Hoàn, der damit als Kaiser den Thron bestieg und somit 980 die Frühere Lê-Dynastie begründete. Wenig später heiratete er die Kaisermutter und nahm deren Sohn, den bisherigen Kaiser, in seine Familie auf. Anders als bei früheren und späteren Dynastiewechseln kam es somit zu keinem Umbruch im Staatswesen.
Als erste Aufgabe bereitete Lê Hoàn die Truppen auf den chinesischen Angriff vor. Ihm gelang es 981, den Chinesen in zwei Schlachten größere Verluste zuzufügen und sie durch Hinterhalte so zu zermürben, dass die Song-Generäle schließlich den Rückzug antraten. Anschließend wandte er sich nach Süden gegen das Champa-Reich und zerstörte dessen Hauptstadt. Nachdem seine Macht so gesichert war, wurde seine Thronbesteigung schließlich auch vom Song-Kaiser Taizong anerkannt. 
Damit begann aber keine Zeit des Friedens; den Großteil seiner Herrschaft verbrachte Lê Hoàn mit Feldzügen gegen Aufständische in den „unzivilisierten“ (nur marginal sinisierten) südlichen Provinzen (Thanh Hóa und Nghệ An).

## Kampf um die Nachfolge
Lê Hoàn hatte zahlreiche Kinder. An elf seiner leiblichen Söhne, einen adoptierten Sohn sowie den abgesetzten Đinh Toàn (der früh starb) verlieh er den Prinzentitel (vương). Die ältesten drei verblieben am Hof in Hoa Lư an der Seite des Vaters. Die übrigen Prinzen erhielten bereits in jungen Jahren eigene Lehen zugeteilt, die sie, unterstützt durch Berater, möglichst erfolgreich verwalten sollten. Dieses System führte – ob beabsichtigt oder nicht – bald zu einem Konkurrenzkampf der Söhne um die Nachfolge. Bei den Lehen des vierten, fünften und sechsten Sohnes handelte es sich um Festungen zur Verteidigung der Ebene des Roten Flusses und damit um Orte mit großer strategischer Bedeutung. 
Im Jahr 1000 starb der älteste Sohn und bisherige Kronprinz Lê Long Thâu. Der fünfte Sohn Lê Long Đĩnh, der trotz seines Alters von erst fünfzehn Jahren bereits eine führungsstarke Persönlichkeit war, drängte daraufhin seinen Vater, ihn zum neuen Kronprinzen zu ernennen. Lê Hoàn war zunächst geneigt, ihm diesen Wunsch erfüllen, ließ sich dann aber noch von seinen Beratern umstimmen: Der zweite Sohn Lê Long Tích, der dritte Sohn Lê Long Việt und Lê Long Đĩnh erhielten alle drei den Kronprinzen-Titel, wobei Lê Long Việt bei der Thronfolge Vorrang haben sollte.
Nach dem Tod Lê Hoàns im Jahr 1005 kam es erwartungsgemäß zu einem Thronfolgekrieg zwischen den Söhnen, wobei der Hauptkonflikt zunächst zwischen den ältesten beiden Lê Long Tích und Lê Long Việt ausgetragen wurde. Lê Long Tích wurde besiegt und auf der Flucht getötet. Lê Long Việt zog daraufhin siegreich in Hoa Lư ein und ließ sich dort zum Kaiser krönen. Drei Tage später wurde er von Lê Long Đĩnh ermordet. 
Lê Long Đĩnh zog nach seiner Machtübernahme in der Hauptstadt wieder nach Norden, um seine übrigen Brüder zu unterwerfen. Den letzten ernsthaften Konkurrenten Lê Long Kính ließ er hinrichten. Mit 19 Jahren hatte er sich damit den Thron gesichert. 
Gemäß der späteren vietnamesischen Geschichtsschreiber entwickelte er sich schon bald zu einem sadistischen und vergnügungssüchtigen Tyrannen. Wenn er nicht gerade Feldzüge gegen Aufständische unternahm, feierte er exzessive Gelage, bei denen Gefangene zu seiner Unterhaltung langsam zu Tode gefoltert wurden. Sein ausschweifender Lebenswandel führte zu einer rapiden Verschlechterung seiner Gesundheit, bald konnte er nicht einmal mehr aufrecht sitzen. Im Jahr 1009 starb er nach nur vier Jahren Herrschaft im Alter von 24. 
Mit dem Tod Lê Long Đĩnhs endete die frühere Lê-Dynastie. Sein Sohn war noch ein Kleinkind, das bei der Thronfolge ignoriert wurde. Neuer Kaiser wurde stattdessen Lý Công Uẩn, der von Mönchen ausgebildete Befehlshaber der Palastwache. Lý Công Uẩn war ursprünglich ein Gefolgsmann Lê Long Việts gewesen, setzte seine Karriere jedoch auch nach dessen Ermordung unter Lê Long Đĩnh fort. Als der Gesundheitszustand des letzteren immer schlechter wurde und ein baldiger Tod absehbar war, machten die Mönche aus der Ebene des Roten Flusses unter der Leitung von Vạn Hạnh in der Bevölkerung massiv Stimmung für Lý Công Uẩn und stellten ihn als eine Art prophezeiten Nachfolger dar. Der sterbende Lê Long Đĩnh musste hilflos mit ansehen, wie seine Dynastie jeglichen Rückhalt verlor. Nach seinem Tod wurde Lý Công Uẩn  vom leitenden Hofbeamten Đào Cam Mộc ohne nennenswerten Widerstand zum neuen Kaiser erklärt, womit die langlebige Lý-Dynastie anfing. Als eine seiner ersten Amtshandlungen verlegte der Kaiser die Hauptstadt nach Đại La, das den neuen Namen Thăng Long erhielt  – das heutige Hanoi.

## Kultur
Trotz des nahezu dauerhaften Kriegszustandes war die Herrschaftsperiode der Früheren Lê auch eine Zeit des kulturellen Fortschritts: Die von Đinh Bộ Lĩnh begonnene Förderung und Organisation der Religion setzte sich fort, und die traditionellen indigenen Glaubensvorstellungen wurden zunehmend durch komplexere buddhistische, konfuzianische und daoistische Lehren ergänzt. Im Jahr 1007 entsandte Lê Long Đĩnh eine diplomatische Mission an den Song-Kaiserhof, um die Schriften des Buddhistischen Kanons zu erlangen. 
Die buddhistischen Klöster gewannen deutlich an Einfluss. Sie verwalteten umfangreiche Ländereien, unterstützten den Monarchen bei der Diplomatie mit China und rekrutierten fähiges Personal für seinen Hofstaat. Außerdem boten sie erstmals größeren Bevölkerungsgruppen einen Zugang zu Bildung. Wichtige Mönche waren Pháp Thuận und der bereits genannte Vạn Hạnh, die beide der Zen-Schule (vietn. Thiền) angehörten, sowie Khuông Việt. Letzterer gilt als erster vietnamesischer Poet, da er mit dem Song-Gesandten Li Jiao (Lý Giác) regelmäßig Gedichte austauschte; sein überliefertes Abschiedsgedicht gilt als eines der ersten Werke sino-vietnamesischer Literatur. Auch die Würdenträger am Hof beherrschten bereits die literarischen Künste. Die Schriftsprache war Chữ Hán, also klassisches Chinesisch. Das gesprochene Vietnamesisch wurde hingegen erst mehrere Jahrhunderte später in Schriftform (Chữ Nôm) verwendet.

## Monarchen der Früheren Lê-Dynastie
- 980–1005: Lê Hoàn (Lê Đại Hành)
- 1005, drei Tage: Lê Long Việt (Lê Trung Tông)
- 1005–1009: Lê Long Đĩnh (Lê Ngọa Triều)

## Belege
1. ↑  K. W. Taylor: A History of the Vietnamese, Cambridge University Press, 2013, S. 48–57
2. ↑  K. W. Taylor: A History of the Vietnamese, Cambridge University Press, 2013, S. 57–61
3. ↑  K. W. Taylor: A History of the Vietnamese, Cambridge University Press, 2013, S. 49, 55/56, 59/60; 
 Danny J. Whitfield: Historical and Cultural Dictionary of Vietnam, Scarecrow Press, 1976, S. 79 (Eintrag Early Lê Dynasty); 
 Philippe Langlet, Dominique de Miscault: Un livre des moines bouddhistes dans le Việt Nam d'autrefois: l'école de l'esprit (Thiện tông) aux Xe-XIIe siècles, Aquilon, Paris 2005, S. 137; 
 Upendra Thakur: Indian Missionaries in the Land of Gold, Kashi Prasad Jayaswal Research Institute, Patna 1986, S. 89.